# Mister Olympia

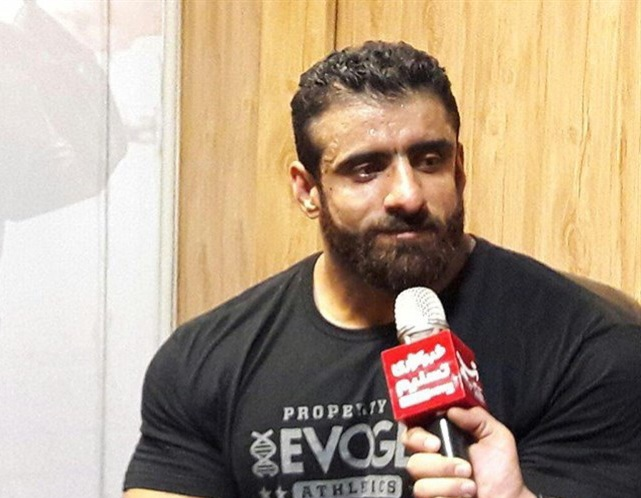
Hadi Choopan, ganador del certamen de 2022.

Mister Olympia es la principal y máxima competición de culturismo profesional, se celebra anualmente y alberga a los mejores culturistas de todo el mundo. Fue creada por Joe Weider, y es organizada por la Federación Internacional de Fisicoculturismo (IFBB).
Desde sus inicios se le considera la competición con mayor nivel y la que dilucida al mejor culturista del mundo. Los competidores que participan en este certamen salen de una exigente clasificación previa. Aquellos 20 primeros clasificados del Olympia del año anterior o del Arnold Classic del mismo año, los 10 primeros del Ironman, los 5 primeros de cada una de las competiciones profesionales del calendario o el primer clasificado del campeonato del Mundo Master profesional. Además los que han sido Mr. Olympia tienen el derecho de por vida de poder clasificar. 
Esta competición fue creada en 1965 por Joe Weider para mantener a todos los campeones de Mr. Olympia activos en el deporte y para darles la oportunidad de ganar dinero por competir. Es decir, es el sitio donde solo los campeones pueden acudir, actualmente los campeones del mundo amateur han agotado sus posibilidades de competir en el mundo amateur y han de dar el salto al profesionalismo. 
La primera competición de Mister Olympia se celebró el 18 de septiembre de 1965 y el vencedor fue Larry Scott (quien también ganó al año siguiente). Debido a que era un deporte minoritario, las recaudaciones monetarias fueron insignificantes y el vencedor solo recibió 1000 dólares. 
Se celebra dentro del Olympia Weekend, durante el cual hay exhibiciones y campeonatos diversos, además del Mr. Olympia, como las competiciones femeninas de Ms. Olympia (añadida en 1980), Fitness Olympia (añadida en 1995) y Figure Olympia (añadida en 2003). El premio ha ido aumentando con los años, hasta llegar a repartirse 800 000 dólares en el Olympia Weekend de 2009. El campeón de Mr. Olympia de 2009 se llevó la suma de 200 000 dólares.
El campeón del año 2019, Brandon Curry, se llevó la suma de 400 000 dólares.
En año 2020 Mamadouh “Big Ramy” Elssbiay se proclama campeón del Mr.Olympia

## Historial

### Categoría Open

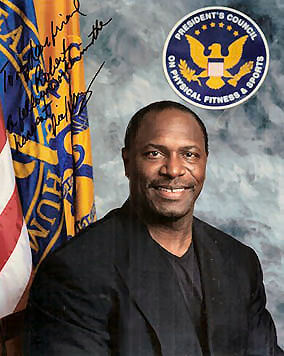
Lee Haney, ocho veces vencedor del torneo.

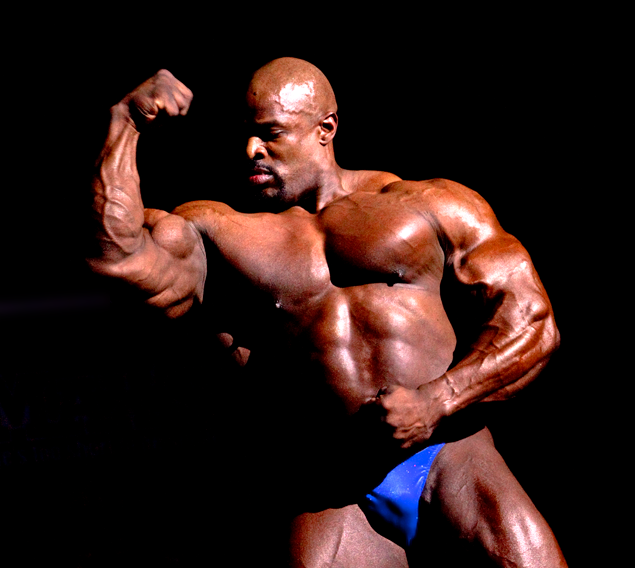
Ronnie Coleman, ocho veces vencedor del torneo.

Es la categoría principal del torneo. Se celebra desde mediados de la década de 1960 y los más laureados son los estadounidenses Lee Haney y Ronnie Coleman, ambos con 8 torneos consecutivos.
| Año  | Premio    | Ganador               | Ubicación                   |
| ---- | --------- | --------------------- | --------------------------- |
| 1965 | $ 1000    | Larry Scott           | Nueva York, Estados Unidos  |
| 1966 | $ 1000    | Larry Scott           | Nueva York, Estados Unidos  |
| 1967 | $ 1000    | Sergio Oliva          | Nueva York, Estados Unidos  |
| 1968 | $ 1000    | Sergio Oliva          | Nueva York, Estados Unidos  |
| 1969 | $ 1000    | Sergio Oliva          | Nueva York, Estados Unidos  |
| 1970 | $ 1000    | Arnold Schwarzenegger | Nueva York, Estados Unidos  |
| 1971 | $ 1000    | Arnold Schwarzenegger | París, Francia              |
| 1972 | $ 1000    | Arnold Schwarzenegger | Essen, Alemania             |
| 1973 | $ 1000    | Arnold Schwarzenegger | Nueva York, Estados Unidos  |
| 1974 | $ 1000    | Arnold Schwarzenegger | Nueva York, Estados Unidos  |
| 1975 | $ 2500    | Arnold Schwarzenegger | Pretoria, Sudáfrica         |
| 1976 | $ 5000    | Franco Columbu        | Columbus, Estados Unidos    |
| 1977 | $ 10 000  | Frank Zane            | Columbus, Estados Unidos    |
| 1978 | $ 15 000  | Frank Zane            | Columbus, Estados Unidos    |
| 1979 | $ 25 000  | Frank Zane            | Columbus, Estados Unidos    |
| 1980 | $ 25 000  | Arnold Schwarzenegger | Sídney, Australia           |
| 1981 | $ 25 000  | Franco Columbu        | Columbus, Estados Unidos    |
| 1982 | $ 25 000  | Chris Dickerson       | Londres, Inglaterra         |
| 1983 | $ 25 000  | Samir Bannout         | Múnich, Alemania            |
| 1984 | $ 50 000  | Lee Haney             | Nueva York, Estados Unidos  |
| 1985 | $ 50 000  | Lee Haney             | Bruselas, Bélgica           |
| 1986 | $ 55 000  | Lee Haney             | Columbus, Estados Unidos    |
| 1987 | $ 55 000  | Lee Haney             | Gotemburgo, Suecia          |
| 1988 | $ 55 000  | Lee Haney             | Los Ángeles, Estados Unidos |
| 1989 | $ 55 000  | Lee Haney             | Rímini, Italia              |
| 1990 | $ 100 000 | Lee Haney             | Chicago, Estados Unidos     |
| 1991 | $ 100 000 | Lee Haney             | Orlando, Estados Unidos     |
| 1992 | $ 100 000 | Dorian Yates          | Helsinki, Finlandia         |
| 1993 | $ 100 000 | Dorian Yates          | Atlanta, Estados Unidos     |
| 1994 | $ 100 000 | Dorian Yates          | Atlanta, Estados Unidos     |
| 1995 | $ 110 000 | Dorian Yates          | Atlanta, Estados Unidos     |
| 1996 | $ 110 000 | Dorian Yates          | Chicago, Estados Unidos     |
| 1997 | $ 110 000 | Dorian Yates          | Los Ángeles, Estados Unidos |
| 1998 | $ 110 000 | Ronnie Coleman        | Nueva York, Estados Unidos  |
| 1999 | $ 110 000 | Ronnie Coleman        | Las Vegas, Estados Unidos   |
| 2000 | $ 110 000 | Ronnie Coleman        | Las Vegas, Estados Unidos   |
| 2001 | $ 110 000 | Ronnie Coleman        | Las Vegas, Estados Unidos   |
| 2002 | $ 110 000 | Ronnie Coleman        | Las Vegas, Estados Unidos   |
| 2003 | $ 110 000 | Ronnie Coleman        | Las Vegas, Estados Unidos   |
| 2004 | $ 120 000 | Ronnie Coleman        | Las Vegas, Estados Unidos   |
| 2005 | $ 150 000 | Ronnie Coleman        | Las Vegas, Estados Unidos   |
| 2006 | $ 155 000 | Jay Cutler            | Las Vegas, Estados Unidos   |
| 2007 | $ 155 000 | Jay Cutler            | Las Vegas, Estados Unidos   |
| 2008 | $ 155 000 | Dexter Jackson        | Las Vegas, Estados Unidos   |
| 2009 | $ 200 000 | Jay Cutler            | Las Vegas, Estados Unidos   |
| 2010 | $ 200 000 | Jay Cutler            | Las Vegas, Estados Unidos   |
| 2011 | $ 200 000 | Phil Heath            | Las Vegas, Estados Unidos   |
| 2012 | $ 250 000 | Phil Heath            | Las Vegas, Estados Unidos   |
| 2013 | $ 250 000 | Phil Heath            | Las Vegas, Estados Unidos   |
| 2014 | $ 275 000 | Phil Heath            | Las Vegas, Estados Unidos   |
| 2015 | $ 400 000 | Phil Heath            | Las Vegas, Estados Unidos   |
| 2016 | $ 400 000 | Phil Heath            | Las Vegas, Estados Unidos   |
| 2017 | $ 400 000 | Phil Heath            | Las Vegas, Estados Unidos   |
| 2018 | $ 400 000 | Shawn Rhoden          | Las Vegas, Estados Unidos   |
| 2019 | $ 400 000 | Brandon Curry         | Las Vegas, Estados Unidos   |
| 2020 | $ 400 000 | Mamdouh Elssbiay      | Orlando, Estados Unidos     |
| 2021 | $ 400 000 | Mamdouh Elssbiay      | Orlando, Estados Unidos     |
| 2022 | $ 400 000 | Hadi Choopan          | Las Vegas, Estados Unidos   |
| 2023 | $ 400 000 | Derek Lunsford        | Orlando, Estados Unidos     |
| 2024 | $ 600 000 | Samson Dauda          | Las Vegas, Estados Unidos   |

#### Mayores victorias
| Clasificación | Nombre                | Año                                            | Número de victorias |
| ------------- | --------------------- | ---------------------------------------------- | ------------------- |
| 1             | Lee Haney             | 1984, 1985, 1986, 1987, 1988, 1989, 1990, 1991 | 8                   |
| 1             | Ronnie Coleman        | 1998, 1999, 2000, 2001, 2002, 2003, 2004, 2005 | 8                   |
| 2             | Arnold Schwarzenegger | 1970, 1971, 1972, 1973, 1974, 1975, 1980       | 7                   |
| 2             | Phil Heath            | 2011, 2012, 2013, 2014, 2015, 2016, 2017       | 7                   |
| 3             | Dorian Yates          | 1992, 1993, 1994, 1995, 1996, 1997             | 6                   |
| 4             | Jay Cutler            | 2006, 2007, 2009, 2010                         | 4                   |
| 5             | Sergio Oliva          | 1967, 1968, 1969                               | 3                   |
| 5             | Frank Zane            | 1977, 1978, 1979                               | 3                   |
| 6             | Larry Scott           | 1965, 1966                                     | 2                   |
| 6             | Franco Columbu        | 1976, 1981                                     | 2                   |
| 6             | Mamdouh Elssbiay      | 2020, 2021                                     | 2                   |
| 7             | Chris Dickerson       | 1982                                           | 1                   |
| 7             | Samir Bannout         | 1983                                           | 1                   |
| 7             | Dexter Jackson        | 2008                                           | 1                   |
| 7             | Shawn Rhoden          | 2018                                           | 1                   |
| 7             | Brandon Curry         | 2019                                           | 1                   |
| 7             | Hadi Choopan          | 2022                                           | 1                   |
| 7             | Derek Lunsford        | 2023                                           | 1                   |
| 7             | Samson Dauda          | 2024                                           | 1                   |

### Categoría Classic Physique
Es una de las categorías más relevantes del torneo. Se celebra desde 2016 y el más laureado es el canadiense Chris Bumstead, vencedor en 6 ocasiones consecutivas.
| Año  | Premio   | Ganador        | Ubicación                 |
| ---- | -------- | -------------- | ------------------------- |
| 2016 | $ 12 500 | Danny Hester   | Las Vegas, Estados Unidos |
| 2017 | $ 20 000 | Breon Ansley   | Las Vegas, Estados Unidos |
| 2018 | $ 20 000 | Breon Ansley   | Las Vegas, Estados Unidos |
| 2019 | $ 30 000 | Chris Bumstead | Las Vegas, Estados Unidos |
| 2020 | $ 30 000 | Chris Bumstead | Orlando, Estados Unidos   |
| 2021 | $ 50 000 | Chris Bumstead | Orlando, Estados Unidos   |
| 2022 | $ 50 000 | Chris Bumstead | Las Vegas, Estados Unidos |
| 2023 | $ 50 000 | Chris Bumstead | Orlando, Estados Unidos   |
| 2024 | $ 50 000 | Chris Bumstead | Las Vegas, Estados Unidos |

#### Mayores victorias
| Clasificación | Nombre         | Año                                | Número de victorias |
| ------------- | -------------- | ---------------------------------- | ------------------- |
| 1             | Chris Bumstead | 2019, 2020, 2021, 2022, 2023, 2024 | 6                   |
| 2             | Breon Ansley   | 2017, 2018                         | 2                   |
| 3             | Danny Hester   | 2016                               | 1                   |

### Categoría Men's Physique
La categoría Men’s Physique nace en 2013 con el objetivo de mostrar un físico más atlético y estéticamente agradable que el culturismo tradicional. En esta categoría no se evalúa el tren inferior.
| Año  | Premio   | Ganador              | Ubicación                 |
| ---- | -------- | -------------------- | ------------------------- |
| 2013 |          | Mark Anthony Wingson | Las Vegas, Estados Unidos |
| 2014 |          | Jeremy Buendia       | Las Vegas, Estados Unidos |
| 2015 |          | Jeremy Buendia       | Las Vegas, Estados Unidos |
| 2016 |          | Jeremy Buendia       | Las Vegas, Estados Unidos |
| 2017 |          | Jeremy Buendia       | Las Vegas, Estados Unidos |
| 2018 |          | Brandon Hendrickson  | Las Vegas, Estados Unidos |
| 2019 |          | Raymont Edmonds      | Orlando, Estados Unidos   |
| 2020 |          | Brandon Hendrickson  | Orlando, Estados Unidos   |
| 2021 | $ 50 000 | Brandon Hendrickson  | Orlando, Estados Unidos   |
| 2022 | $ 50 000 | Erin Banks           | Las Vegas, Estados Unidos |
| 2023 | $ 50 000 | Ryan Terry           | Orlando, Estados Unidos   |
| 2024 | $ 50 000 | Ryan Terry           | Las Vegas, Estados Unidos |

#### Mayores victorias
| Clasificación | Nombre               | Año                    | Número de victorias |
| ------------- | -------------------- | ---------------------- | ------------------- |
| 1             | Jeremy Buendia       | 2014, 2015, 2016, 2017 | 4                   |
| 2             | Brandon Hendrickson  | 2018, 2020, 2021       | 3                   |
| 3             | Ryan Terry           | 2023, 2024             | 2                   |
| 4             | Mark Anthony Wingson | 2013                   | 1                   |
| 5             | Raymont Edmonds      | 2019                   | 1                   |
| 6             | Erin Banks           | 2022                   | 1                   |

### Categoría 212
La categoría 212 nace en 2008, y toma su nombre del peso máximo de sus competidores 212 libra (96 kilos).
| Año  | Premio   | Ganador        | Ubicación                 |
| ---- | -------- | -------------- | ------------------------- |
| 2008 |          | David Henry    | Las Vegas, Estados Unidos |
| 2009 |          | Kevin English  | Las Vegas, Estados Unidos |
| 2010 |          | Kevin English  | Las Vegas, Estados Unidos |
| 2011 |          | Kevin English  | Las Vegas, Estados Unidos |
| 2012 |          | Flex Lewis     | Las Vegas, Estados Unidos |
| 2013 |          | Flex Lewis     | Las Vegas, Estados Unidos |
| 2014 |          | Flex Lewis     | Las Vegas, Estados Unidos |
| 2015 |          | Flex Lewis     | Las Vegas, Estados Unidos |
| 2016 |          | Flex Lewis     | Las Vegas, Estados Unidos |
| 2017 |          | Flex Lewis     | Las Vegas, Estados Unidos |
| 2018 |          | Flex Lewis     | Las Vegas, Estados Unidos |
| 2019 |          | Kamal Elgargni | Las Vegas, Estados Unidos |
| 2020 |          | Shaun Clarida  | Orlando, Estados Unidos   |
| 2021 |          | Derek Lunsford | Orlando, Estados Unidos   |
| 2022 |          | Shaun Clarida  | Las Vegas, Estados Unidos |
| 2023 | $ 50 000 | Keone Pearson  | Orlando, Estados Unidos   |
| 2024 |          | Keone Pearson  | Las Vegas, Estados Unidos |

#### Mayores victorias
| Clasificación | Nombre         | Año                                      | Número de victorias |
| ------------- | -------------- | ---------------------------------------- | ------------------- |
| 1             | Flex Lewis     | 2012, 2013, 2014, 2015, 2016, 2017, 2018 | 7                   |
| 2             | Kevin English  | 2009, 2010, 2011                         | 3                   |
| 3             | Shaun Clarida  | 2020, 2022                               | 2                   |
| 4             | Keone Pearson  | 2023, 2024                               | 2                   |
| 5             | Derek Lunsford | 2021                                     | 1                   |
| 6             | Kamal Elgargni | 2019                                     | 1                   |
| 7             | David Henry    | 2008                                     | 1                   |